# مؤسساتية
المؤسساتية أو إضفاء الطابع المؤسسي أو المأسسة (الإنجليزية: Institutionalisation)، يقصد به في علم الاجتماع، المأسسة (أو المأسسة) هي عملية تضمين بعض المفاهيم (على سبيل المثال، معتقد أو معيار أو دور اجتماعي أو قيمة معينة أو نمط سلوك) داخل منظمة أو نظام اجتماعي أو المجتمع ككل. يمكن استخدام المصطلح أيضًا للإشارة إلى التزام فرد أو مجموعة معينة بمؤسسة، مثل مؤسسة للأمراض العقلية أو الرعاية الاجتماعية. يمكن استخدام المصطلح أيضًا بالمعنى السياسي لتطبيقه على إنشاء أو تنظيم المؤسسات الحكومية أو الهيئات الخاصة المسؤولة عن الإشراف على السياسة أو تنفيذها، على سبيل المثال في الرفاهية أو التنمية. خلال فترة الثورة الصناعية في أوروبا، مرت العديد من البلدان بفترة «المؤسسية»، والتي شهدت توسعًا وتطورًا كبيرًا لدور الحكومة داخل المجتمع، لا سيما في المجالات التي كانت تُعتبر سابقًا المجال الخاص. كما يُنظر إلى إضفاء الطابع المؤسسي على أنه جزء مهم من عملية التحديث في البلدان النامية، بما في ذلك توسيع وتحسين تنظيم الهياكل الحكومية.

## التاريخ
خلال الفترة من 1850 إلى 1930، تم إنشاء العديد من أنواع المؤسسات عن طريق الاكتتاب العام والبرلمان والسلطات المحلية لتوفير الإسكان والرعاية الصحية والتعليم والدعم المالي للأفراد المحتاجين. في الطرف الأعلى من المقياس، تم تأسيس أو توسيع المدارس الداخلية العامة مثل إيتون وهارو لتلبية الطلب المتزايد على تعليم أطفال أولئك الذين يعملون في الخدمة الاستعمارية في الخارج. كان يُنظر إلى هذه كنماذج للتحسين الاجتماعي، واتبع العديد من التقليد الأدنى للأنظمة الاجتماعية الدنيا. عمليا، كانت كل منطقة في المملكة المتحدة مطلوبة بموجب التشريع لتوفير أحكام للفقراء، والمشردين، والسجناء المفرج عنهم، والمجرمين المدانين، والأيتام، والمحاربين القدامى المعاقين، وكبار السن الذين لا يملكون أي وسيلة للدعم، والمدارس والمدارس والمستعمرات للصم والمكفوفين لمن هم متعلمون الإعاقات أو مشاكل الصحة العقلية.
العديد من هذه المنظمات، بينما كانت تعبر في الأصل عن تطلعات وأهداف مثالية، أصبحت مؤسسات «بالكامل» في غضون جيل أو جيلين من تأسيسها، وتوفر في بعض الحالات الإسكان والاحتلال والرقابة الاجتماعية من المهد إلى اللحد. عادةً ما تعلن المواثيق التأسيسية عن نتائج مفيدة لـ «الإصلاح» (أو إعادة التأهيل) للشخصية من خلال التعليم الأخلاقي والمهني والانضباط، ولكن من الناحية العملية، غالبًا ما كان السجناء محاصرين في نظام لا يوفر أي طريق واضح للهروب أو الترقية. في أواخر الخمسينيات من القرن الماضي، عاش في بريطانيا مئات الآلاف من الأشخاص في المصحات و «المستعمرات» الفيكتورية.

## انتقادات
وجهت العديد من الانتقادات للمؤسساتية، منها أن الأنظمة المؤسساتية تتميز بما يلي:
- السكن الجماعي
- المطابخ المشتركة ومرافق تناول الطعام
- المناطق الريفية المعزولة
- القيود على الحرية الشخصية والممتلكات
- الزي الرسمي
- الأنظمة القمعية الاستبدادية
- أنظمة صارمة للقواعد ومدونات السلوك
- مجالس الزائرين أو الأمناء، وعادة ما يتم اختيارهم من طبقات الطبقة الوسطى العليا، أو ما يسمى بـ «العظيمة والجيدة»
- نظم الإدارة الهرمية
- الحضور الديني الإجباري
- إشراك النزلاء كعمل غير مدفوع الأجر أو ضعيف الأجر مقابل امتيازات صغيرة
- انتهاكات واسعة النطاق لحقوق الإنسان والكرامة
- الفصل الصارم بين الجنسين
- الاعتماد المفرط على الأدوية والقيود الجسدية